# NForce3
nForce3 es un chipset de placas base creado por Nvidia como un procesador de medios y comunicaciones. Específicamente, fue diseñado para usarse con el procesador Athlon 64.

## Características
Cuando se lanzó Athlon 64, Nvidia nForce3 Pro150 y VIA K8T800 eran los dos únicos chipsets disponibles. El chipset 150 fue muy criticado en el lanzamiento por usar una interfaz HyperTransport de 600 MHz, cuando VIA había implementado la especificación completa de AMD a 800 MHz, aunque el rendimiento general del 150 seguía siendo bueno.
Las revisiones posteriores corrigieron esta omisión y, al usar una interfaz HyperTransport, el chipset nForce3 puede comunicarse a una velocidad de hasta 8 GB/s con la CPU. Esto reduce los cuellos de botella del sistema cuando se utilizan dispositivos de gran ancho de banda. Por ejemplo, Gigabit Ethernet transmite a 125 MB/s; si Ethernet no estuviera en el chipset, un enlace Gigabit Ethernet saturado usaría el 93 % del ancho de banda del bus PCI compartido de 133 MB/s.
El 150 también carecía notablemente de características. Las revisiones posteriores del chipset corrigieron estas omisiones. El chipset se ofrece en diferentes versiones, que reflejan los tipos de socket y las características.
- nForce3 250 - Socket 754, chipset de valor básico, 800HT, no incluye LAN Gigabit en chip ni Firewall en chip.
- nForce3 250Gb - Socket 754 o 939, 800HT, incluye LAN gigabit y Firewall en chip.
- nForce3 Ultra - Socket 939, 1000HT, gigabit LAN, cortafuegos, canal doble sin búfer, para Athlon 64/Athlon 64 FX.
- nForce3 Pro250 - Socket 940, 1000HT, gigabit LAN, Firewall, para Opteron.

La revisión 250 de nForce3 presentó la primera interfaz Gigabit Ethernet nativa del mundo y un Firewall optimizado por hardware. La tecnología Nvidia Firewall utiliza el motor de red seguro ActiveArmor. Esto hace que el cortafuegos sea una función en el chip, lo que en teoría reduce la sobrecarga de la CPU y aumenta el rendimiento. El cortafuegos también utiliza IAM, o Intelligent Application Manager, para proporcionar filtrado basado en aplicaciones.
Sin embargo, la omisión más notable del chipset nForce3 es la calidad de audio integrado SoundStorm que se encuentra en las placas nForce2, supuestamente por razones de costo. El chipset nForce3 es una solución de matriz única, a diferencia de la combinación histórica de puente norte/puente sur y, según se informa, no quedaba suficiente espacio para la funcionalidad de audio. Se ha propuesto una explicación alternativa de que la licencia de tecnología Dolby para SoundStorm que Nvidia obtuvo originalmente para el chipset de Microsoft Xbox permitió a Nvidia una implementación sin licencia efectiva en los Nforce1 y Nforce2 contemporáneos, pero la implementación en Nforce3 habría requerido nuevos pagos de licencia.
El nForce3 también es compatible con la tecnología SATA, así como con creación de bandas y duplicación RAID 0+1. El chipset puede acomodar hasta cuatro dispositivos SATA-150 de alto ancho de banda.

## Incompatibilidad con Windows Vista
Nvidia anunció antes del lanzamiento público de Windows Vista que no lanzaría controladores de chipset para nForce2 basado en AGP para el sistema operativo. Posteriormente, decidieron también dejar de admitir nForce3 a finales de febrero de 2007, después del lanzamiento de Vista. Nvidia es, por lo tanto, el único fabricante importante de chipset de placa base que no admite un chipset diseñado para procesadores de 64 bits con Vista. Los controladores del chipset empaquetados con Windows Vista se pueden usar, pero como no están diseñados específicamente para los chipsets nForce2 y 3, no aprovechan al máximo el hardware y pierden algunas funciones. Uno de esos problemas desactiva la extracción segura de las unidades IDE y SATA.
Un problema relacionado con la falta de controladores compatibles de forma nativa para el chipset nForce3 en Windows Vista ha surgido con el lanzamiento público del sistema operativo y la asequibilidad de los sistemas de doble núcleo. En estos sistemas de doble núcleo con chipsets gráficos ATI por encima de la serie Radeon 9XXX, Windows Vista desactiva los controladores de pantalla ATI diseñados para el sistema operativo y utiliza de forma predeterminada los controladores compatibles con PCI. Windows informa esto como Código de error 43. En el modo compatible con PCI, se desactiva toda la aceleración de hardware, lo que afecta negativamente el rendimiento del adaptador de pantalla.
Este problema es causado por rutinas de asignación de memoria en sistemas de doble núcleo con controladores de pantalla ATI. Con los procesadores de un solo núcleo, este problema no existe. ATI ha afirmado que el controlador del chipset de Nvidia es el problema. AMD ha publicado un anuncio sobre el asunto en la entrada de la base de conocimiento #737-24498. SiS, ULi y VIA también tuvieron problemas con sus controladores de chipsets (principalmente agp.inf), pero rápidamente lanzaron parches para corregir estos problemas.
En febrero de 2007, Nvidia dijo que lo más probable es que el problema se resuelva con una "actualización del controlador MCP".
Hasta la fecha, Nvidia no ha lanzado un paquete completo de controladores de chipset para nForce3 y Windows Vista. Sin embargo, Nvidia ha publicado controladores individuales de audio y red de 32 bits preliminares para Windows Vista Beta 1 que admiten la serie nForce3 (y 64 bits). También es posible que los chipsets nForce4 experimenten problemas similares con los controladores RAID y ATA.
Incluso el uso de nforce3 con una tarjeta Nvidia hace que solo negocie AGP 4x, no 8x, y hace que el sistema se reinicie repetidamente.[cita requerida] Sin embargo, existen soluciones alternativas que permiten el uso del controlador GART nForce3 de Windows XP de 32 bits en Vista de 32 bits, lo que permite el uso de AGP8x y proporciona un sistema más estable. El método se describe en este hilo del foro.
La misma solución existe para los usuarios de Vista x64 a través del controlador GART nForce3 Beta de Windows XP de 64 bits. El driver se encuentra aquí. Este controlador no está firmado, por lo que para iniciar el sistema, deberá desactivar Driver Signature Enforcement en el menú de inicio o instalar Readydriver Plus para hacerlo automáticamente.
Nvidia ofrece la descarga del controlador del chipset en la categoría de producto "Legacy" en su página de descarga.